# Gyula Móri
Gyula Móri (ur. 6 marca 1914 w Budapeszcie, zm. 2 października 1972 tamże) – węgierski zapaśnik walczący w stylu klasycznym. Olimpijczyk z Berlina 1936, gdzie zajął siódme miejsce w wadze piórkowej.
Mistrz kraju w 1940 roku.

## Letnie Igrzyska Olimpijskie 1936
| Konkurencja | Eliminacje             | Eliminacje          | Eliminacje              | Eliminacje             | Klas. końcowa |
| Konkurencja | Przeciwnik I           | Przeciwnik II       | Przeciwnik III          | Przeciwnik IV          | Miejsce       |
| ----------- | ---------------------- | ------------------- | ----------------------- | ---------------------- | ------------- |
| 61 kg       | Henryk Szlązak (POL) P | Tomo Šestak (YUG) Z | František Janda (CSK) Z | Einar Karlsson (SWE) P | 7.            |